# Бакулин, Сергей Васильевич (Герой Социалистического Труда)
Серге́й Васи́льевич Баку́лин (17 сентября 1934 — 8 марта 2022) — организатор сельскохозяйственного производства, Герой Социалистического Труда (1986).

## Биография
Родился в 1934 году в селе Кривское. Русский. Член КПСС. Окончил среднюю школу и Ухоловское училище механизации.
В 1954—2004 гг.:
- 1954-1957 — комбайнер Сараевской МТС,
- 1957-1959 — заместитель председателя колхоза им. Коминтерна,
- 1959-1962 — председатель Кривского сельского Совета,
- 1962-1993 — председатель колхоза имени Коминтерна Сараевского района Рязанской области,
- 1993-2004 — президент АОЗТ «Кривское».

Указом Президиума Верховного Совета СССР от 29 августа 1986 года присвоено звание Героя Социалистического Труда
Жил в Рязанской области. Скончался 8 марта 2022 года.

## Награды и звания
Ордена, медали и знаки:
- Ордена Ленина (11 декабря 1973 г.) (29 августа 1986 г.)
- Орден Октябрьской Революции (23 декабря 1976 г.)
- Орден Трудового Красного Знамени (8 апреля 1971 г.)
- Орден «Знак Почёта» (23 июля 1966 г.)
- Медаль «Серп и Молот» (29 августа 1986 г.)
- Знак «Заслуженный работник сельского хозяйства РСФСР»
- Знак «Почётный гражданин Рязанской области»

Звания:
- Герой Социалистического Труда (29 августа 1986 г.)
- Заслуженный работник сельского хозяйства РСФСР
- Почётный гражданин Рязанской области